# 原西きひろ
原西 きひろ（はらにし きひろ）は、日本の女性声優、ナレーター。
以前は同じ読みで原西 希京と表記していた。

## 出演作品
＊印は，原西 希京 名義。

### ゲーム

#### 2000年
- Canvas 〜セピア色のモチーフ〜（篠宮 悠）＊
- 同窓会メモリアルパッケージ（村田 深雪）＊

#### 2001年
- univ 〜恋・はじまるよっ〜（ティナ・ハミルトン）＊
- サフィズムの舷窓 ～The case of H.B.Polarstar～ （アルマ・ハミルトン）＊
- Trois 〜トロワ〜（中川ななり）

#### 2002年
- 戦女神2 〜失われし記憶への鎮魂歌〜（ラヴィーヌ）
- univ 〜愛・おまたせっ〜（ティナ・ハミルトン）＊

#### 2003年
- うさみみデリバリーズ（高千穂＝エリザベス＝悠美）

#### 2004年
- 空の森 〜追憶ノ棲ム館〜（綾瀬川静子）
- 鉄腕がっちゅ！（戦闘員♂）
- サフィズムの舷窓 〜an epic〜 （アルマ・ハミルトン）＊

### CD
- 2003年夏がっちゅ!!